# La Bataille entre les Amazones et les Grecs
La Bataille entre les Amazones et les Grecs est un tableau de Claude Deruet, peintre français du XVIIe siècle. L'œuvre  est exposée au Musée du Louvre, à Paris. 

## Origine
La présence sur la toile, au milieu du montant droit du pont, des armoiries de Gaston d'Orléans, frère de Louis XIII, indique que la toile lui était probablement destinée. À la suite d'un don d'Hélèna et Guy Motais de Narbonne en 2009, le tableau est accroché au Musée du Louvre où il est le premier tableau de l'artiste entrant dans les collections.

## Le sujet
Le thème de l'amazonomachie, ou combat des Grecs contre les Amazones, est fréquent dans l'art grec. Généralement les grecs en sont les vainqueurs. Ici, ce sont les Amazones, femmes guerrières, popularisées par les grands récits antiques et les poèmes du Tasse et d’Aristote, qui remportent la victoire sur les Grecs. Ce thème est fréquent en Europe à l'époque: il s'agit, à travers une mythologie guerrière, de glorifier l'héroïne téméraire et la cavalière hardie qui enhardissent la littérature romanesque et théâtrale. Deruet a utilisé ce thème à plusieurs reprises, notamment  vers 1619 (suite de quatre toiles aujourd'hui au Musée des beaux-arts de Strasbourg) puis vers 1627-1630 (suite de quatre toiles, deux aujourd'hui au musée Jeanne d'Abonville de La Fère, deux au Metropolitan Museum of Art  de New York):
- La Guerre des Amazones, le duel, vers 1619, huile sur toile, 50 × 67 cm, Musée des beaux-arts de Strasbourg[2].
- La Guerre des Amazones, le triomphe, vers 1619, huile sur toile, 50 × 67 cm, Musée des beaux-arts de Strasbourg[2].
- Le Départ, huile sur toile, Musée des beaux-arts de Strasbourg[3].
- La Rescousse, huile sur toile, Musée des beaux-arts de Strasbourg[3].
- Le Duel, vers 1627 – 1630, huile sur toile, La Fère, Musée Jeanne d'Aboville[3].
- La Rescousse, vers 1627-1630, huile sur toile, La Fère, Musée Jeanne d'Aboville[3].
- Le départ des Amazones, huile sur toile, 50,8 × 66 cm, Metropolitan Museum of Art, New York[2].
- Le triomphe des Amazones, huile sur toile, 51,4 × 66 cm, Metropolitan Museum of Art, New York[2].

On notera aussi les œuvres aujourd'hui au Musée lorrain de Nancy : 
- Le Banquet des Amazones, huile sur toile, Musée lorrain, Nancy[3].
- L’Amazone à cheval, estampe, eau-forte, Musée lorrain, Nancy[3].

## La composition
La bataille se déroule  sur un pont ; au centre, un cheval renversé tombe la tête la première dans la cascade. Sur la gauche, les Amazones ont remporté la victoire sur les Grecs : elles sont en formation de parade, et non plus de baraille, portant haut leur étendard. Dans les flots, des cavaliers sauvés de la noyade rejoignent leurs compagnons abrités sous les arches du pont. Au-dessus d’eux, une mêlée confuse, rythmée par les lances, laisse entrevoir les hommes piétinés et transpercés, les yeux exorbités des montures, la violence des corps à corps.Vive, multipliant les personnages (multiplication qui conditionnait et augmentait son prix), l’œuvre était propre à séduire un amateur érudit et fortuné.

## Le style
La  composition est peuplée de petites figurines  peintes dans un dessin aigu et des couleurs claires, au milieu d'un paysage fantastique ; ce tableau est particulièrement caractéristique de l'activité de Deruet : il illustre à la fois la persistance d'une forme de  maniérisme dans la peinture française au XVIIe siècle et la vitalité du foyer artistique lorrain. L'œuvre témoigne du goût de l'époque pour l'aventure et les récits héroïques. Le paysage est d'influence flamande avec les forêts, les cascades, ses lacs et ses montagnes lointaines.